# RV Kronprins Haakon
Le RV Kronprins Haakon est un navire océanographique polaire et brise-glace propriété de l'Université de Tromsø, du Norsk Polarinstitutt et du Norwegian Institute of Marine Research (en). Le navire a été construit au chantier naval Fincantieri à Gênes, en Italie, et livré en 2018. Il porte le nom du prince héritier de Norvège Haakon de Norvège

## Développement et construction
En 1999, l'Institut polaire norvégien a publié un projet d'acquisition d'un nouveau navire de recherche destiné à remplacer le Lance, un ancien navire de pêche et de chasse au phoque construit en 1978, qui avait été transformé en navire de recherche en 1992. Après des études de faisabilité, celle-ci a été achevée en 2007, le contrat de conception a été attribué à Rolls-Royce en 2008. La conception initiale a ensuite été développée en étroite coopération avec l'Institut polaire norvégien et d’autres futurs utilisateurs du navire de recherche nommé Rolls-Royce UT 395. Le concept a été approuvé par le ministère norvégien des Finances en 2011. Le financement de la construction du nouveau navire de recherche a été approuvé par le Parlement norvégien et inclus dans le budget 2013.
Le 29 novembre 2013, le constructeur de navires italien Fincantieri a été chargé de la construction du navire de recherche polaire d'une valeur de 1,4 milliard de NOK (environ 175 millions d'euros) et le contrat de construction navale a été signé le 19 décembre. Le navire, nommé Kronprins Haakon d’après Haakon de Norvège, prince héritier de Norvège, serait construit par le chantier naval Riva Trigoso-Muggiano, basé à Gênes. Les essais en mer seraient effectués au VARD, propriété de Fincantieri, en Norvège.
L’un des principaux utilisateurs du navire sera l’Université de Tromsø, également connue sous le nom d’Université arctique de Norvège.
Rolls-Royce a ensuite utilisé l'expérience acquise lors de la conception du navire de recherche polaire norvégien pour développer le concept de PRV UT 851 pour le British Antarctic Survey. Son navire, le RRS Sir David Attenborough, entrera en service en 2019.

## Caractéristiques techniques
Avec une longueur de 100,382 mètres (329 pieds), une largeur de 21 mètreset un tirant d'eau de 8,666 mètres (28 pieds), Kronprins Haakon est le plus grand brise-glace norvégien jamais construit, bien qu'il soit légèrement plus court que le NoCGV Svalbard, le brise-glace de 6,375 tonnes, patrouilleur hauturier exploité par la Garde côtière norvégienne. Le navire de recherche peut accueillir 55 personnes dans 38 cabines, dont un équipage de 15 à 17 personnes. Elle est équipée d'un hangar pour deux hélicoptères de taille moyenne, mais l'héliport à l'avant est également renforcé pour des hélicoptères plus lourds tels que le NHIndustries NH90 exploité par la Garde côtière norvégienne et l'hélicoptèrs de recherche et sauvetage (SAR) ASO32 Super Puma d'Airbus Helicopters à Svalbard.
Comme la plupart des brise-glace modernes, Kronprins Haakon dispose d'un système de propulsion diesel-électrique. Sa centrale se compose de 2 six cylindres Bergen Marine (en) B32 40L6 (2x350 kW) et 2 neuf cylindres Bergen Marine B32 40L9 (2x55OO KW) ;  2 propulseurs azimutaux Rolls-Royce US ARC 0.8 FP (2x5.5 MW) et 2 propulseurs d'étrave (2x1.1MW). Le système de propulsion lui confère également une capacité de positionnement dynamique de classe 1. En eau libre, le navire a une autonomie maximale de croisière de 15 000 milles marins (28,000 km) et une endurance de 65 jours à la vitesse de croisière. La traction au point fixe du bateau est de 158 tonnes.
Sa coque a été renforcée pour être utilisé dans la glace en hiver avec des crêtes de pression et la glace de plusieurs années, ainsi qu'à des températures ambiantes de −35 °C. Il est conçu conformément aux exigences unifiées pour les navires de classe polaire de l’Association internationale des sociétés de classification (IACS) et sa classe de glace, Polar Class 3. C'est un brise-glace performant capable de casser une glace épaisse d’un mètre à une vitesse continue de 5 nœuds (9,3 km/h) et de maintenir une vitesse de 12 nœuds (22 km/h) en 0,4 mètre de glace épaisse.
C'est un navire de recherche haut de gamme qui possède une vaste base scientifique pour l’océanographie, la biologie marine et la géologie. Le pont principal est en grande partie destiné aux activités scientifiques avec 15 laboratoires fixes et trois conteneurs, des entrepôts frigorifiques, un grand pont de travail avec grues et un bâti en A pour le chalutage, deux hangars  contenant un  robot sous-marin autonome (AUV) et un Véhicule sous-marin téléguidé (ROV).L' instrumentation acoustique sous-marine est installée dans deux quilles de descente, ainsi que dans des "réservoirs arctiques" spéciaux destinés aux opérations dans des mers recouvertes de glace.

### Note et référence
- (en) Cet article est partiellement ou en totalité issu de l’article de Wikipédia en anglais intitulé « RV Kronprins Haakon » (voir la liste des auteurs).